# يوري كراسنوجان
يوري كراسنوجان (بالروسية: Юрий Анатольевич Красножан)‏ (7 يونيو 1963 بنالتشيك في روسيا - ) هو مدرب كرة قدم ولاعب كرة قدم روسي (وحمل سابقاً جنسية الاتحاد السوفيتي) في مركزي الوسط والدفاع. شارك مع منتخب كازاخستان لكرة القدم. أما مع النوادي، فقد لعب مع FC Avtozapchast Baksan ‏ وسبارتاك نالتشيك.

## وصلات خارجية
- يوري كراسنوجان على موقع قاعدة بيانات كرة القدم.إي يو (الإنجليزية)
- يوري كراسنوجان على موقع Soccerbase.com (مدرب) (الإنجليزية)
- يوري كراسنوجان على موقع Soccerway.com (الإنجليزية)
- يوري كراسنوجان على موقع عالم كرة القدم.نت (الإنجليزية)